# Patrick Kabré
Patrick Kabré un chanteur et guitariste burkinabé. Il évolue dans les genres musicaux  tels que le rock, le folk, l'afrojazz et le blues.

## Biographie

### Enfance, éducation et débuts
Patrick Kabré naît en 1988 d'un père sculpteur qui l'initie à la sculpture dès son jeune âge. Passionné de musique, il sculpte sa toute première guitare en bois à l'âge de 8 ans.
La première véritable guitare que touche Patrick est celle d'un de ses enseignants. Ce dernier lui lance le défi de le laisser jouer l'instrument les weekends, s'il obtient la moyenne dans sa matière.
En 2012 il sort son tout premier album intitulé Question de temps qui remporta en cette même année le prix Kundè du meilleur espoir.
À ses débuts, il rencontre des grands noms de la musique du continent tels que Lokua Kanza, Richard Bona, Ray Lema, Étienne Mbappé qui l'encourage à développer son travail de scène.

### Carrière
Patrick Kabré accompagne sur scène de nombreux musiciens tels que Bil Aka Kora, Floby, Didier Awadi, Ismaël Issac, Sam's K le Jah. Sa rencontre avec le groupe danois The KutiMangoes donne naissance à l'album Afro-fire, son deuxième. Il paraît en mai 2014 et s'inspire des  styles musicaux de Fela Kuti, de Charles Mingus, et de Ornette coleman.
Son troisième album titré Made in Africa sort le 6 novembre 2016. En 2017, lors d'une expérience au Mali, il décide de faire son album international intitulé Ouaga Boni. Il paraît en juin 2017.

### Engagement associatif
Engagé pour l'alphabétisation des enfants burkinabè, il fonde l'association des Arts Solidaires et organise des concerts de solidarité, des ventes artisanales et des recherches volontaires au cours de ses tournées. En 2015, il crée l'atelier Silmande, structure dédiée au développement des jeunes à travers l'art et la musique.
Il est également passionné d'écriture, création chorégraphique, rôles de théâtre et les collaborations.

## Discographies

### Album
- 2012 : Question de temps
- 2014 : Afro-fire
- 2016 : Made In Africa

### Album international
- 2017 : Ouaga boni[11]

## Distinctions
- 2010 : Saxo d'argent au Jazz performer[12]
- 2012 : Kunde du meilleur espoir[11],[13]
- 2014 : Danish grammy awards (meilleur album, meilleure chanson)[12].